# 1964 en Suisse
Chronologie de la Suisse
- 1960
- 1961
- 1962
- 1963
- 1964
- 1965
- 1966
- 1967
- 1968

Chronologie de la Suisse
1963 en Suisse - 1964 en Suisse - 1965 en Suisse

## Gouvernement au1erjanvier 1964
- Conseil fédéral[1] :
  - Ludwig von Moos (PDC), président de la Confédération
  - Hans Peter Tschudi (PSS), vice-président de la Confédération
  - Willy Spühler (PSS)
  - Paul Chaudet (PRD)
  - Friedrich Traugott Wahlen (UDC)
  - Hans Schaffner (PRD)
  - Roger Bonvin (PDC)

## Évènements

### Janvier
Dimanche 5 janvier 
- À Genève, un incendie se déclare au magasin Bongénie Grieder. Trois étages sont partiellement détruits.

 Lundi 6 janvier 
- Le dernier tramway lausannois est remplacé par des trolleybus.

### Février
Dimanche 2 février 
- Votations fédérales. Le peuple rejette, par 381 864 non (58,0 %) contre 276 236 oui (42,0 %), l'octroi d'une amnistie fiscale générale au 1er janvier 1965.

 Lundi 17 février 
- Tremblement de terre dans la région de Sarnen (OW). Les secousses telluriques vont se reproduire durant plusieurs semaines, provoquant des dégâts pour cinq millions de francs.

 Mercredi 19 février 
- Le Conseil national discute des mesures de politique conjoncturelle à prendre pour lutter contre la surchauffe.

 Samedi 22 février 
- Vernissage de l’exposition Ferdinand Hodler, au Kunsthaus de Zurich.

 Jeudi 27 février 
- Baptême et immersion au Bouveret (VS) du Mésoscaphe, sous-marin conçu par Auguste Piccard et son fils Jacques pour l'Exposition nationale suisse de 1964 à Lausanne.

### Mars
Dimanche 1er mars 
- Élections cantonales à Bâle-Ville. Franz Hauser (PSS), Edmund Wyss (PSS), Max Wullschleger (PSS), Alfred Schaller (PRD), Alfred Ab Egg (PDC), Otto Miescher (PRD) et Peter Zschokke (PLS) sont élus au Conseil d’État lors du 1er tour de scrutin.

 Lundi 2 mars 
- Expulsion de l’ethnologue et homme politique français Jacques Soustelle, sous le coup d’une interdiction d’entrée en Suisse.

 Mardi 8 mars 
- Pour la deuxième fois de son histoire, le HC Villars devient champion de Suisse de hockey-sur-glace.

 Lundi 14 mars 
- La Suisse est secouée par un tremblement de terre dont l’épicentre se situe dans le canton d'Obwald.

 Jeudi 19 mars 
- Mise en service du tunnel du Grand-Saint-Bernard, d’une longueur de 5,8 km, sur la route reliant Martigny (VS) à Aoste.

### Avril
Mercredi 1er avril 
- Inauguration du Musée d’histoire naturelle de La Chaux-de-Fonds (NE).

 Dimanche 5 avril 
- Décès à Gimel (VD), à l’âge de 77 ans, de la créatrice d’art brut Aloïse Corbaz.

 Lundi 6 avril 
- Les PTT présentent le nouveau système des numéros postaux d'acheminement dont le but est de faciliter le traitement des envois postaux.

 Samedi 18 avril 
- Soixante hectares de forêt sont dévastés par un incendie dans la forêt de Finges (VS).

 Jeudi 23 avril 
- Inauguration d’un tronçon de 54 km de l’autoroute A1 entre Genève et Lausanne.

 Jeudi 30 avril 
- Ouverture à Lausanne d’Expo 64.

### Mai
Vendredi 1er mai 
- Vernissage, au palais de Beaulieu à Lausanne, de l’exposition Chefs-d'œuvre des collections suisses : de Manet à Picasso.

 Samedi 2 mai 
- Décès à Londres, à l’âge de 82 ans, de la pédagogue Elisabeth Rotten, cofondatrice du Bureau international de l'éducation à Genève.

 Lundi 4 mai 
- Le Conseil fédéral demande un crédit additionnel de 356 millions de francs pour l’achat des avions de combat Mirage IIIRS.

 Vendredi 22 mai 
- Diffusion de la première émission de télévision Un'ora per voi, destinée aux travailleurs italiens résidant en Suisse.

 Dimanche 24 mai 
- Votations fédérales. Le peuple approuve, par 375 052 oui (68,6 %) contre 171 597 non (31,4 %), la nouvelle loi sur la formation professionnelle.

 Samedi 30 mai 
- Débuts des festivités commémorant le 150e anniversaire de la réunion de Genève à la Confédération.

### Juin
Dimanche 7 juin 
- Visite officielle du chancelier d’Autriche Josef Klaus.

 Dimanche 14 juin 
- Le FC La Chaux-de-Fonds s’adjuge, pour la troisième fois de son histoire, le titre de champion de Suisse de football.

 Mercredi 17 juin 
- Création de la première commission d'enquête parlementaire de l’histoire parlementaire fédérale, chargée d’instruire l’affaire des avions de combat Mirage IIIRS.
- Le Suisse Rolf Maurer remporte le Tour de Suisse cycliste.

### Juillet
Lundi 6 juillet 
- Le Conseil fédéral établit des relations diplomatiques avec le Malawi.

 Vendredi 17 juillet 
- Décès à Cazis (GR), à l’âge de 67 ans, du peintre Turo Pedretti.

### Août
Samedi 1er août 
- Le Service suisse des ondes courtes diffuse ses premiers programmes en langue arabe avec une émission quotidienne de 30 minutes.

 Mardi 4 août 
- Incendie du Bâtiment électoral de Genève. À sa place, il sera construit en 1973-1974, un bâtiment de l'Université de Genève, Uni II.

 Samedi 8 août 
- Une masse de rochers s’effondre dans le lac des Quatre-Cantons, soulevant une vague de deux mètres de hauteur.

 Lundi 17 août 
- Premier Festival Tibor Varga à Sion (VS).

 Samedi 22 août 
- Création, à l’occasion de l’Expo 64, de la Patrouille Suisse, équipée de quatre avions Hawker Hunter.

 Mardi 25 août 
- Décès à Vevey, à l’âge de 55 ans du peintre Lélo Fiaux.

 Dimanche 30 août 
- Aux Rangiers (JU), des manifestants chahutent le conseiller fédéral Paul Chaudet et le conseiller d’État Virgile Moine lors d’une commémoration de la mobilisation de 1939.

### Septembre
Mercredi 2 septembre 
- Débuts des XIXe Rencontres internationales de Genève dont les débats s’articulent autour de la question  Comment vivre demain ?

 Vendredi 18 septembre 
- Inauguration du barrage de Schiffenen (FR).

 Lundi 21 septembre 
- Décès à Lausanne, à l’âge de 94 ans, du professeur Frank Olivier, spécialiste de la culture antique.

 Mercredi 23 septembre 
- Les Chambres fédérales réduisent de 100 à 57 le nombre d’avion de combat Mirage IIIRS achetés auprès de Dassault Aviation.

 Vendredi 25 septembre 
- Inauguration de l’Usine à gaz de Lausanne.

 Dimanche 27 septembre 
- Élection complémentaire à Berne. Adolf Blaser (PSS), est élu au Conseil d’État lors du 1er tour de scrutin.

### Octobre
Vendredi 2 octobre 
- Le Conseil d’État du canton de Fribourg publie une arrêté instituant les Grenadiers comme Garde d’honneur officielle des autorités.

 Jeudi 15 octobre 
- Décès à Zurich, à l’âge de 76 ans, du musicologue Antoine-Elisée Cherbuliez.

 Vendredi 23 octobre 
- Lors des Jeux olympiques de Tokyo, le Fribourgeois Henri Chammartin remporte le titre de champion olympique en dressage individuel (hippisme), avec sa monture Woermann.

 Samedi 24 octobre 
- Le Conseil fédéral reconnaît l’indépendance de la Zambie.

 Dimanche 25 octobre 
- Fin de l’Expo 64 à Lausanne.

### Novembre
Vendredi 6 novembre 
- Décès, dans un accident de voiture, à Egg (ZH), à l’âge de 39 ans, du coureur cycliste Hugo Koblet.

 Dimanche 8 novembre 
- Décès à Tegernsee (Bavière), à l’âge de 62 ans, du journaliste et metteur en scène Kurt Hirschfeld.

 Mercredi 11 novembre 
- Inauguration du Musée d’art et d’histoire de Fribourg.

 Mercredi 25 novembre 
- Constitution à Lucerne de la Société de radiodiffusion et de télévision de la Suisse alémanique et rhéto-romanche (RDRS) avec la fusion de six sociétés régionales (Zurich, Berne, Bâle, Suisse orientale, Suisse centrale et Radio romanche.

 Lundi 30 novembre 
- Constitution à Neuchâtel de la Société de radiodiffusion et de télévision de la Suisse romande (SRTR) avec la fusion de la Fondation de radiodiffusion et de télévision à Lausanne et la Fondation de radiodiffusion et de télévision à Genève.

### Décembre
Samedi 5 décembre 
- Dans le but d’éviter le bradage du sol national, le Conseil fédéral demande de durcir les critères régissant l'autorisation de vente à des étrangers non domiciliés en Suisse.

 Dimanche 6 décembre 
- Votations fédérales. Le peuple approuve, par 461 630 oui (79,5 %) contre 119 258 non (20,5 %), le maintien de mesures temporaires en matière de contrôle des prix.

 Vendredi 11 décembre 
- Décès à Sanary-sur-Mer (Provence), à l’âge de 73 ans, de l’écrivaine Cilette Ofaire.

 Jeudi 17 décembre 
- Première transplantation d’un rein à l’Hôpital universitaire de Zurich.

 Samedi 19 décembre 
- Inauguration de la ligne de chemin-de-fer privé Lucerne-Stans-Engelberg.

 Mercredi 23 décembre 
- Décès à Fribourg, à l’âge de 62 ans, de l’ancien conseiller fédéral Jean Bourgknecht.